# Ossido di propilene
Ossido di propilene è il nome comune del metilossirano, un eterociclo organico appartenente al gruppo degli epossidi, con formula CH3CHCH2O. In condizioni normali è un liquido incolore di odore etereo, molto solubile in acqua e nella maggior parte dei comuni solventi organici. È una molecola chirale e il composto è in genere utilizzato come miscela racemica dei due enantiomeri. L'ossido di propilene viene prodotto industrialmente su larga scala, ed è utilizzato per la sintesi di poliuretani, poliesteri, solventi ossigenati, polioli.

## Produzione
L'ossido di propilene viene prodotto industrialmente a partire dal propilene principalmente secondo i primi due processi seguenti.

### Processo della cloridrina
In questa metodologia il propilene è fatto reagire con acqua e cloro, formando una miscela di cloridrine isomere (1-cloro-2-propanolo e 2-cloro-1-propanolo); segue la reazione di epossidazione con una base (idrossido di calcio o idrossido di sodio):

### Processo della ossidazione indiretta
In questo caso l'ossidazione del propilene è effettuata tramite un perossido organico. Si possono utilizzare vari perossidi. La figura seguente illustra lo schema di reazione a partire da etilbenzene. Inizialmente l'etilbenzene viene ossidato formando il corrispondente perossido; in seguito il perossido reagisce con propilene per dare l'ossido di propilene. La terza reazione recupera il feniletanolo trasformandolo in stirene, composto utile per altri processi sintetici. 

### Processo di ossidazione con perossido di idrogeno
Un terzo processo industriale di importanza minore è il cosiddetto processo HPPO (acronimo da Hydrogen Peroxyde PropylenOxide). Questo processo è utilizzato dal 2008 nell'impianto Evonik/Uhde a Ulsan (Corea del Sud), e nell'impianto BASF/Dow/Solvay di Anversa (Belgio). Nel processo HPPO il propilene viene ossidato con perossido di idrogeno (H2O2). 
CH3CH=CH2  +  H2O2  →   CH3CHCH2O  +  H2O
Questo processo è considerato particolarmente economico ed ecologico, dato che l'unico sottoprodotto formato è acqua. Si richiede a monte un sistema per la produzione di perossido di idrogeno, ma non servono infrastrutture o mercati per smaltire sottoprodotti.

## Reattività
L'ossido di propilene è un composto stabile ma molto reattivo, soprattutto per la presenza dell'anello epossidico tensionato, che tende ad aprirsi come fa anche l'analogo composto ossido di etilene. In presenza di acqua si ha idrolisi non catalizzata a glicole propilenico e altri glicoli polipropilenici; la reazione è lenta a bassa temperatura e veloce a 200-220 °C. Dal punto di vista industriale la reazione più importante è la polimerizzazione, che può diventare violenta, in presenza di catalizzatori come i cloruri di alluminio, ferro e stagno, nonché basi, acidi e metalli alcalini.

## Applicazioni
Circa il 70% dell'ossido di propilene è usato per sintetizzare polioli per la produzione di poliuretani. Il 20% circa viene idrolizzato per produrre glicole propilenico. Altri prodotti importanti sono glicole polipropilenico, eteri del glicole propilenico, alcool allilico e carbonato di propilene.

## Tossicità / Indicazioni di sicurezza
L'ossido di propilene è un composto volatile, molto reattivo e infiammabile. Provoca gravi irritazioni agli occhi, alla pelle e alle mucose. È un sospetto cancerogeno e mutageno. È pericoloso per gli organismi acquatici.